# Anche libero va bene
Anche libero va bene (N-am dorit niciodată să practic înotul) este un film italian, produs în 2005 în regia lui Kim Rossi Stuart.

## Acțiune
Tommi un băiețaș de 11 ani trăiește fără mamă, împreună cu sora lui mai mare Viola și Renato, tatăl lor. Mama lor Stefania o femeie labilă a părăsit familia. Tommi un copil talentat practică cu silă înotul, care de fapt este numai dorința tatălui. Cu toate greutățile întânmpinate tatăl lor caută să mențină familia unită, până când într-o bună zi reapare Stefania, mama copiilor.

## Distribuție
- Alessandro Morace  —  Tommaso 'Tommi' Benetti
- Kim Rossi Stuart  —  Renato Benetti
- Barbora Bobuľová  —  Stefania Benetti
- Marta Nobili  —  Viola Benetti
- Pietro De Silva  —  Domenico
- Roberta Paladini  —  Letizia
- Sebastiano Tiraboschi  —  Antonio
- Francesco Benedetto  —  Vincenzo
- Roberta Lena  —  Marina
- Stefano Busirivici  —  Barzelli
- Marco Bardi  —  Guglielmo
- Greta Alice Gorietti  —  Elena
- Francesca Strati  —  Monica
- Federico Santolini  —  Claudio
- Manuela Occhiuzzi  —  Teacher